# Fallingeberg
Fallingeberg este o arie protejată (arie specială de conservare — SAC, sit de importanță comunitară — SCI) din Suedia întinsă pe o suprafață de 53,9 ha, integral pe uscat.

## Localizare
Centrul sitului Fallingeberg este situat la coordonatele 58°13′43″N 16°28′45″E / 58.2287°N 16.4791°E.

## Înființare
Situl Fallingeberg a fost declarat sit de importanță comunitară în ianuarie 2002 pentru a proteja un număr necunoscut de specii din flora spontană și fauna sălbatică aflate în arealul zonei. Situl a fost protejat și ca arie specială de conservare în martie 2011.

## Biodiversitate
Situată în ecoregiunea boreală, aria protejată conține 2 habitate naturale: Mlaștini împădurite, Taiga vestică.
La baza desemnării sitului se află un număr nedeclarat de specii protejate.